# Frédéric Rossif
Frédéric Rossif (ur. 14 sierpnia 1922 w Cetyni, zm. 18 kwietnia 1990 w Paryżu) – francuski reżyser dokumentalny.
Po wymordowaniu jego rodziny w czasie wojny, zbiegł do Francji, gdzie w 1944 wstąpił do Legii Cudzoziemskiej. Po wojnie osiadł w Paryżu i rozpoczął współpracę z przemysłem filmowym. Stał się cenionym dokumentalistą, specjalizującym się w filmach o dzikiej przyrodzie, historii XX wieku i biografiach sławnych artystów. W 1961 nakręcił film Le Temps du ghetto o getcie warszawskim. W 1963 roku jego film Umrzeć w Madrycie dotyczący wojny domowej w Hiszpanii, został ocenzurowany, a po interwencji ambasady hiszpańskiej w Paryżu, przez pewien czas zaprzestano jego wyświetlania.  Rossif zmarł przed premierą swego monumentalnego dzieła o drugiej wojnie światowej "Od Norymbergi do Norymbergi".